# Judas Priest
Judas Priest es una banda británica de heavy metal fundada en 1969 en Birmingham, Inglaterra. Su alineación inicial estuvo liderada por el vocalista Al Atkins, por ello la prensa ha nombrado esta primera etapa como Al Atkin’s Judas Priest. Más tarde a mediados de 1970, Atkins se unió a K. K. Downing, Ian Hill y John Ellis —provenientes del grupo Freight— que se considera como la primera alineación oficial de la agrupación.
Tras algunos años en los que no consiguieron apoyo discográfico y después de algunos cambios en la formación, debutaron con Rocka Rolla en 1974; con Glenn Tipton como guitarrista y con Rob Halford y John Hinch, en reemplazo de Atkins y Ellis respectivamente. Dos años después lanzaron Sad Wings of Destiny, considerado como uno de sus mejores registros y que inició su ciclo más influyente para el metal de acuerdo a ciertos críticos con los álbumes Sin After Sin, Stained Class, Killing Machine y la producción en vivo, Unleashed in the East.
A principios de los ochenta gracias a British Steel y Point of Entry, se consagraron en los mercados mundiales sobre todo en los Estados Unidos y Canadá. Más tarde las producciones Screaming for Vengeance y Defenders of the Faith, llegaron a ser sus discos más importantes de la década. En 1986 apareció su álbum más controvertido, Turbo, que poseía un nuevo sonido creado por guitarras sintetizadas y el uso de letras más comerciales. Con Ram It Down de 1988 retornaron en gran medida a su sonido característico, pero al igual que su predecesor recibió una variedad de críticas.
En 1990 lanzaron Painkiller, que contó con Scott Travis en reemplazo del baterista Dave Holland y que obtuvo muy buenos comentarios de la prensa especializada. Tras una gira especial en 1991 donde colideraron con Alice Cooper, Halford anunció su salida de la banda, lo que provocó una pausa de casi cinco años. En 1996 el resto del grupo decidió volver a los escenarios con Tim “Ripper” Owens como nuevo vocalista, de cuya etapa publicaron Jugulator en 1997, Demolition en 2001 y dos álbumes en directo.
Para mediados de 2004 el rumor sobre el regreso de Halford a la banda se concretó con la gira de reunión, Reunited Summer Tour. En 2005 lanzaron Angel of Retribution, que logró muy buenas posiciones en las listas mundiales y que en ciertas revisiones incluso se consideró como uno de sus mejores trabajos. Tres años más tarde publicaron el doble disco Nostradamus, un álbum conceptual que relata la vida y obra del profeta francés, Michel de Nostradamus. En 2014 salió a la venta Redeemer of Souls, que es su primera producción sin el guitarrista K.K. Downing, y que fue apoyado por una gira que contempló fechas hasta el 2015.
Judas Priest es considerada una de las bandas más influyentes del heavy metal, y algunos de sus subgéneros como el thrash, power, speed, glam, death y black metal, entre otros. Por otra parte, sus ventas fluctúan entre los 45 y los 50 millones de copias en todo el mundo, además de pertenecer desde el año 2022 al Salón de la fama del Rock.
Su nombre proviene de la canción de Bob Dylan, "The Ballad of Frankie Lee and Judas Priest".

## Biografía

### Inicios: Al Atkins's Judas Priest
En septiembre de 1969 en el pueblo de West Bromwich —a las afueras de Birmingham— el vocalista Al Atkins formó una nueva banda con sus amigos Bruno Stapenhill en el bajo, John Perry en la guitarra y John Partridge en la batería. Sin embargo, a los pocos días Perry falleció en un accidente automovilístico, por lo que tuvieron que buscar un nuevo guitarrista. Para ello hicieron audiciones en una pequeña sala de Birmingham donde llegaron entre otros, K. K. Downing, pero fue descartado por la poca experiencia que tenía en ese momento. Finalmente el escogido fue Earnest "Ernie" Chataway que además sabía tocar la armónica y los teclados, y que provenía de la banda Earth, el prototipo de lo que fue más tarde Black Sabbath. Por su parte y tras experimentar con diversos nombres, Stapenhill les propuso llamarse Judas Priest, que tomó de la canción «The Ballad of Frankie Lee and Judas Priest» del cantautor Bob Dylan.
Iniciaron su carrera versionando temas de las bandas Spirit y Quicksilver Messenger Service, para más tarde y con la ayuda de Alan Eade —dueño de un pequeño estudio de grabación— compusieron sus primeras canciones; «Good Time Woman» y «We'll Stay Together». Con ellas dieron una serie de conciertos por pequeños clubes de Inglaterra como parte de la llamada Judas Priest Tour. En una de esas presentaciones, específicamente la realizada el 25 de noviembre de 1969 en The George Hotel de Walsall, estaban dentro del público algunos ejecutivos de Harvest Records y de Immediate Records, como también el vocalista de Led Zeppelin, Robert Plant. Gracias a Plant, la banda firmó esa misma noche un contrato por tres años con el sello Immediate, del cual saldría su disco debut. No obstante, a los pocos meses el sello quebró y con ello los ánimos de sus integrantes decayó, provocando la separación del grupo.

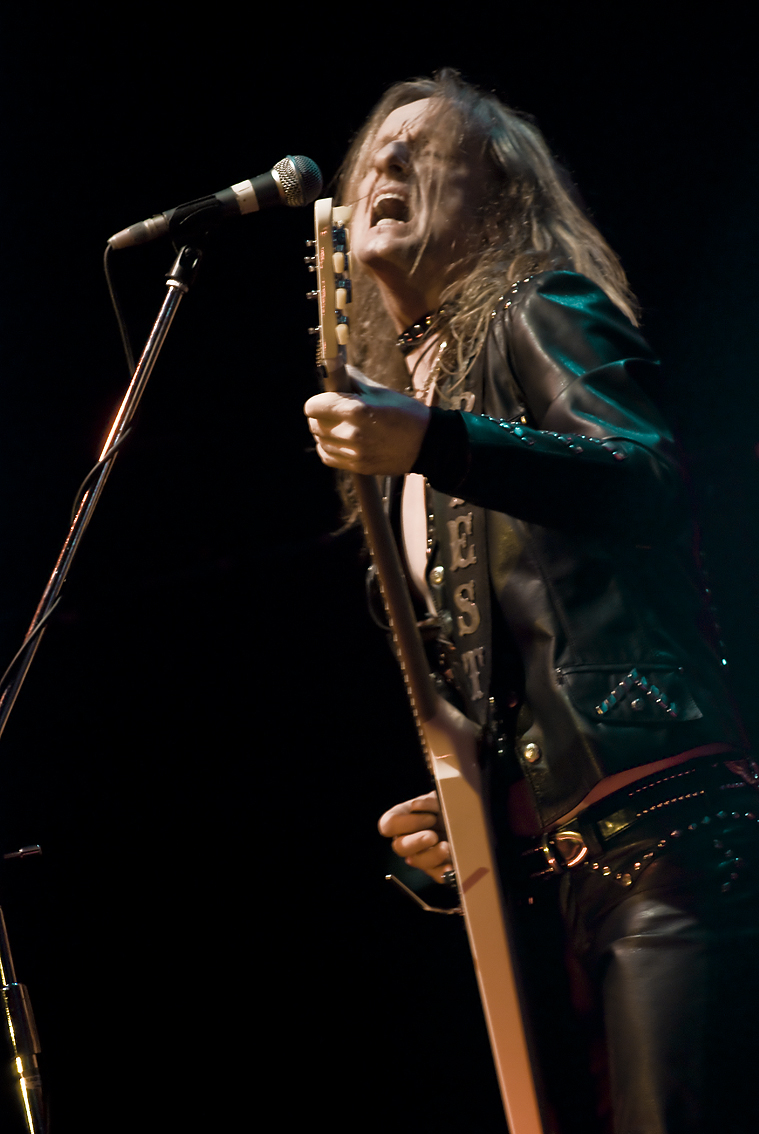
El exguitarrista de Priest, K. K. Downing, en 2009.

### Reformación de la banda: entrada de Downing y Hill
A mediados de 1970, Atkins regresó a Birmingham, donde y según sus propias palabras, una noche escuchó desde fuera del recinto Holy Joe's de Wednesbury a una banda que sonaba bastante bien; su nombre era Freight y estaba integrada por K. K. Downing, Ian Hill y John Ellis. Al notar que no tenían vocalista Atkins se ofreció a unirse a la banda, a lo cual ellos aceptaron. Con su llegada, les presentó las canciones escritas con su agrupación anterior y además les propuso utilizar el nombre de Judas Priest.
Esta segunda alineación conformada por Atkins en la voz, Downing en la guitarra, Hill en el bajo y Ellis en la batería, empezó a componer nuevas canciones enfocadas en una posterior gira basadas en el blues rock y el hard rock. Es así que el 16 de marzo de 1971 dieron su primer concierto en el Essington St. John's Hall de Staffordshire, que inició a su vez la gira The Return of the Priest Tour. Esta serie de conciertos les permitió tocar en varios clubes y teatros del Reino Unido, generalmente como teloneros de las bandas Slade, Budgie y Warhorse, y en ocasiones compartieron escenario con el guitarrista Gary Moore. En julio del mismo año, Atkins compuso los temas «Holy is the Man» y «Mind Conception», que fueron lanzados como maqueta de manera independiente y que según él solo diez personas lo escucharon en ese tiempo.
Durante la gira, el grupo no recibió ningún apoyo discográfico y el dinero que ganaban no les alcanzaba para cubrir los gastos del traslado. Es por ello que Ellis se retiró de la banda el 6 de octubre de 1971, tras tocar como banda soporte de Slade en el recinto Yeoman de Derby, dando paso a Alan Moore, que debutó el 11 del mismo mes en el Slough College. En 1972 compusieron las canciones «Whiskey Woman», «Winter», «Never Satisfied» y «Caviar and Meths» e iniciaron la gira Whiskey Woman Tour, con Chris Campbell como nuevo baterista, que fue apodado por sus compañeros como «Congo» debido a su color de piel. Durante ese año fueron teloneros de bandas como Status Quo, Thin Lizzy, UFO y Family, y a su vez ellos fueron teloneados por los recién formados Magnum. A pesar de ser hasta ese momento su gira con mayor cantidad de fechas los problemas financieros continuaron, lo que provocó la salida de Atkins a principios de 1973 para conseguir un trabajo estable, puesto que había nacido su hija.

### La llegada de Rob Halford
A mediados de 1973 la novia de Hill le presentó a su hermano, Rob Halford, que por ese entonces se desempeñaba como técnico iluminador de teatros y que en sus tiempos libres era vocalista de la banda local Hiroshima. Un día en la casa de los Halford, Hill lo escuchó por casualidad cantar frente a la radio y quedó impresionado por los agudos que alcanzaba. Por ello tanto Hill como Downing le solicitaron que se uniera a la banda, opción que sin dudar aceptó. Con Halford en el grupo, llamaron a Atkins para preguntarle si le molestaba que usaran el nombre de Judas Priest y las canciones que habían escrito con él, a la cual dio su aprobación.
Al poco tiempo después Campbell renunció a la banda y en su reemplazo entró John Hinch, que era baterista y compañero de Halford en Hiroshima. En 1973 escribieron los temas «Run of the Mill» y «Ladies» —prototipo de «Red Light Lady»—, que junto a «Caviar and Meths» fueron lanzados como demo por producción independiente. Para promocionarlas salieron nuevamente como teloneros de Budgie, cuya gira se llamó Never Turn Your Back on a Friend Tour.

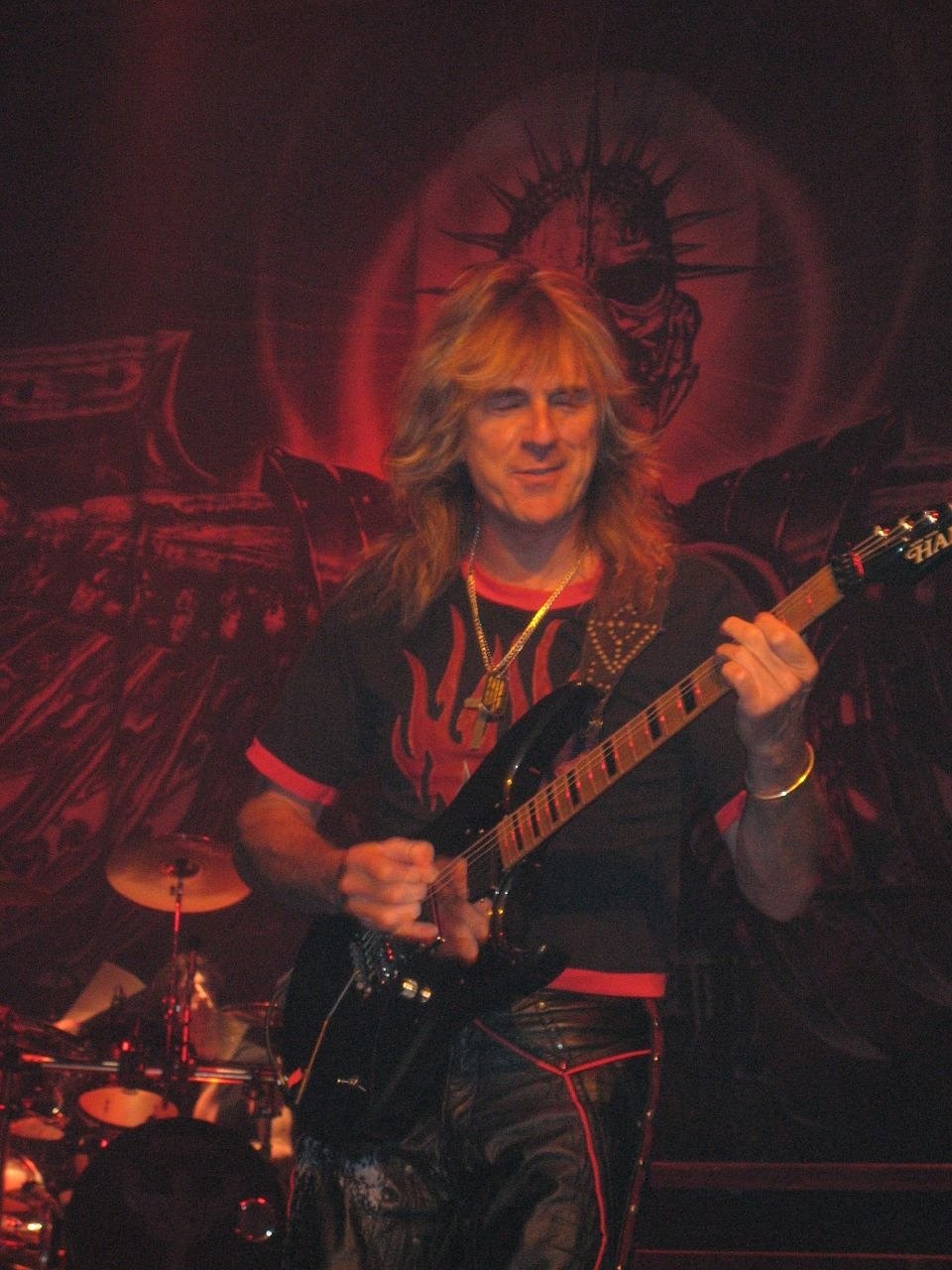
Glenn Tipton en 2005.

### Contrato discográfico y primer álbum:Rocka Rolla
El demo llamó la atención del sello independiente Gull Records que, a principios de 1974, les ofreció un contrato con la condición de que incluyeran a un teclista o un trompetista para engrosar el sonido. Dicha idea no les agradó, pero con el fin de publicar su primera producción Downing sugirió agregar a otro guitarrista, propuesta que fue aceptada por la discográfica. Para ello escogieron a Glenn Tipton, que se desempeñaba como guitarrista y vocalista de The Flying Hat Band, conocidos en aquel tiempo por telonear a Deep Purple.
Con su primer contrato discográfico firmado grabaron su primer sencillo, «Rocka Rolla», que se publicó en agosto de 1974 y que sirvió de preludio para su álbum debut. Finalmente en septiembre del mismo año debutaron con el álbum de mismo nombre, que estaba más enfocado al hard rock y al rock progresivo, con una gran influencia de Led Zeppelin y Queen tanto en su sonido como en su vestimenta. Para promocionarlo el 10 de septiembre iniciaron el Rocka Rolla Tour, con una serie de conciertos por varias ciudades de Inglaterra y que al año siguiente les permitió tocar por primera vez en Suecia, Noruega, Países Bajos y Dinamarca.

### Sad Wings of Destinyy el contrato con CBS Records
Durante noviembre y diciembre de 1975 ingresaron nuevamente a los estudios para grabar su nuevo álbum titulado Sad Wings of Destiny, que contó con muy poco dinero para su producción pero con un sonido puramente ligado al heavy metal. A pesar de que no logró atención en las listas musicales, con el pasar de los años ha llegado a ser uno de los discos más influyentes para el género, incluso es citado como la producción que redefinió el heavy metal. Cabe señalar que fue grabado con Alan Moore en la batería, después de que en 1975 John Hinch se retirara de la banda, o de acuerdo a sus otros miembros, fuera despedido.

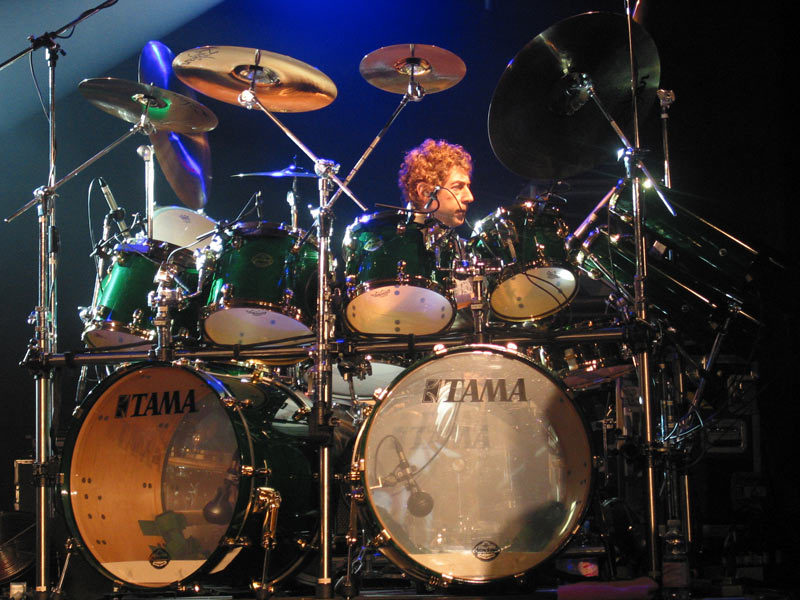
Tras la salida de Moore, Simon Phillips fue el escogido para tocar la batería en Sin After Sin.

Los buenos resultados que obtuvo el disco llamó la atención de los ejecutivos de CBS Records, que a fines del mismo año les ofrecieron un nuevo contrato discográfico. Este requería su renuncia a Gull, que significó que el sello independiente se quedara con todos los derechos de sus dos primeros álbumes. A principios de 1977, el gerente artists and repertoire, Paul Atkinson, se interesó en ellos y les consiguió un contrato con Columbia Records para la distribución de sus siguientes trabajos en los Estados Unidos. Con la idea de potenciarlos, CBS invirtió 60 000 libras esterlinas para su siguiente disco y que contó con Roger Glover como coproductor. Finalmente en abril de 1977 se lanzó Sin After Sin, que alcanzó el puesto 23 en los UK Albums Chart, convirtiéndose en su primer long play en ingresar en la lista británica.
Sin After Sin es su único álbum en el que participó Simon Phillips en la batería, puesto que Moore renunció antes de iniciar el proceso de grabación. En lo musical, el disco introdujo la combinación del doble bombo con ritmos rápidos en semicorchea de bajo y guitarra, que llegó a redefinir el género. A su vez, algunas de sus canciones como «Call for the Priest» y «Dissident Aggressor» han sido consideradas por la crítica como los primeros escalones del speed metal y thrash metal, respectivamente. A pesar de que se le ofreció un contrato como miembro activo de la banda, Phillips no pudo participar de la gira Sin After Sin Tour, ya que según él tenía compromisos previos con Jack Bruce Band. Por ello y a solo días de iniciar la gira, Glover sugirió al baterista Les Binks para reemplazarlo, un joven inglés que había participado en el disco The Butterfly Ball and the Grasshopper's Feast del bajista de Deep Purple.
Su respectiva gira les permitió tocar por primera vez en Suiza y de igual manera en junio del mismo año iniciaron su primera gira por los Estados Unidos como teloneros en ciertas ocasiones de REO Speedwagon. Su última presentación en el país norteamericano fue en el festival Day on the Green como banda de soporte de Led Zeppelin, ante más de 55.000 personas.

### La imagen delheavy metaly el primer álbum en vivo
Entre octubre y noviembre de 1977 comenzaron a trabajar en su siguiente producción discográfica, Stained Class, que se grabó en Chipping Norton Studios bajo la producción de Dennis Mackay. Salió al mercado en febrero de 1978 e incluyó la primera aparición del característico logotipo, creado por el artista polaco Rozslav Szyabo. Sus letras van desde el ocultismo, la ciencia ficción, la fantasía y temas futuristas, que lo convirtieron en una de sus producciones más oscuras. De igual manera, es una de sus obras más influyentes para el thrash metal y speed metal, y también para la llamada Nueva ola del heavy metal británico. Su cuarto disco de estudio significó un gran avance en el mercado estadounidense, ya que alcanzó el puesto 173 en la lista Billboard 200. Mientras que su gira Stained Class Tour, los llevó por primera vez a Japón con tres presentaciones en Tokio, una en Osaka y otra en Nagoya.

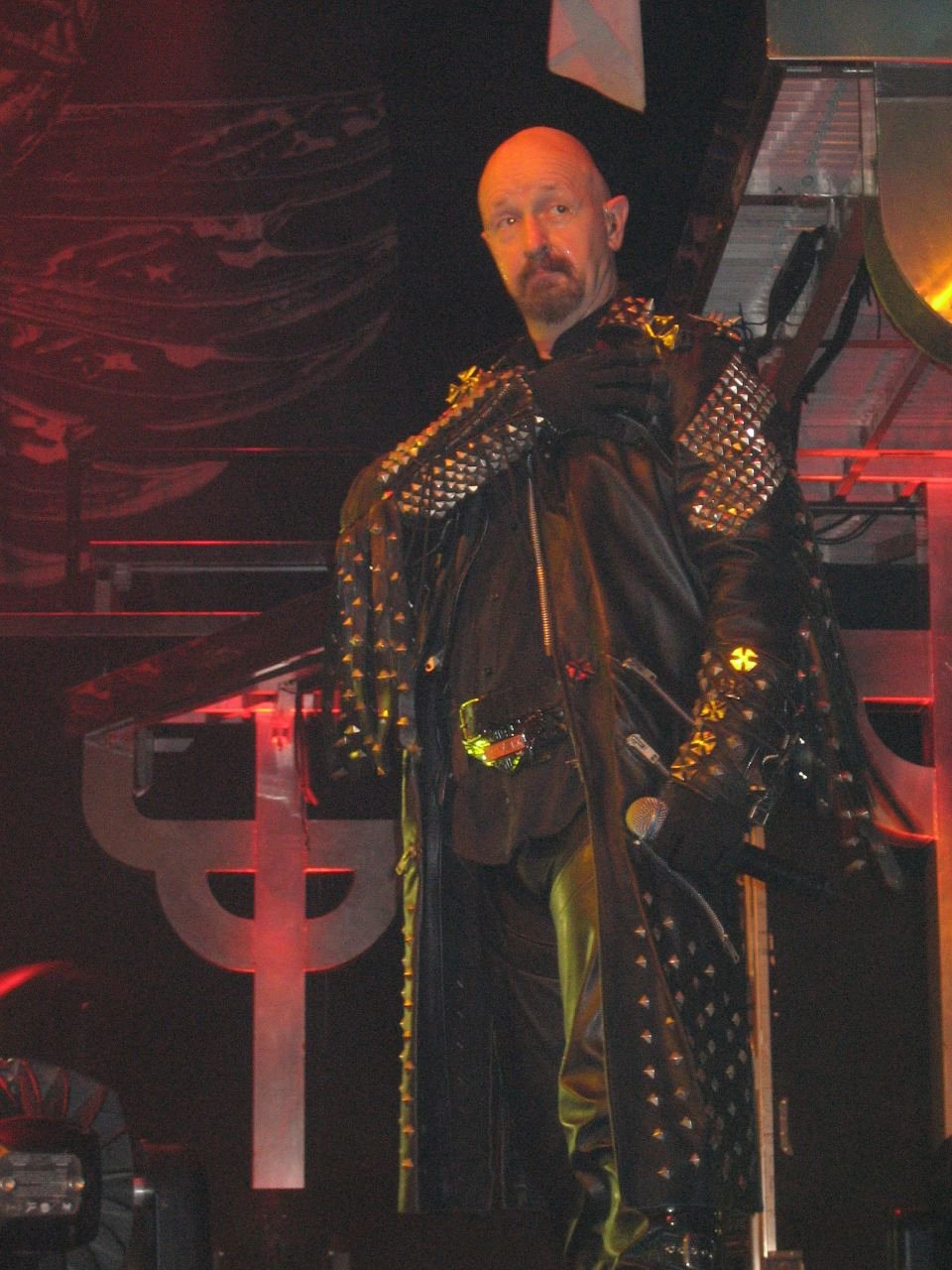
Rob Halford uno de los precursores de la indumentaria del metal.

Para promocionarlo en enero de 1978 se lanzó el sencillo «Better By You, Better Than Me» —original de Spooky Tooth— que poseía una portada con la banda vestida completamente de cuero, que se convirtió en la primera imagen pública con esta nueva vestimenta. En 2015, K. K. Downing confirmó que fue el primero en usar dicha vestimenta en la banda y que luego Rob Halford comenzó a adoptar el uso del cuero de manera más extravagante, hasta que finalmente toda la banda hizo lo mismo. De acuerdo a Halford: «...Necesitábamos una nueva imagen que identificara el poder de nuestra música. Las bandas de heavy metal no podían usar tutú y tocar esas canciones». Por ello, propuso crear una imagen propia que se sintiera identificada con la energía que expresaban con su música.
Es así que en 1978 acudió a una tienda en Londres llamada Mr. S especializada en sex-shop y comenzó a comprar ropa de cuero y accesorios de metal vinculados al fetichismo sexual y al masoquismo. Luego indujo a K. K. Downing a comprar en el mismo lugar y así motivó a todos los integrantes de la banda en hacerse con dicha imagen. Esta fue muy influyente durante los años posteriores tanto para la Nueva ola del heavy metal británico, el glam metal y los subgéneros del metal extremo.
Durante el segundo semestre de 1978 publicaron su quinto álbum Killing Machine, que tuvo que ser renombrado como Hell Bent for Leather en los Estados Unidos por ser considerado un título violento. El disco incluyó las canciones «Take On the World» y «Evening Star», que ingresaron en los puestos 14 y 53 en los UK Singles Chart respectivamente, siendo sus primeros sencillos en debutar en dicha lista británica. Por su parte y solo para el mercado estadounidense se incluyó la canción «The Green Manalishi (With the Two Pronged Crown)», tema original de Fleetwood Mac y que ha llegado a ser una de sus mejores versiones.
En octubre iniciaron su gira Killing Machine Tour en el Reino Unido con el grupo Lea Hart como teloneros. A su vez, giraron por los Estados Unidos en ocasiones abriendo los conciertos de sus compatriotas UFO y llegaron por segunda vez a Japón, donde se grabaron algunos de sus shows para un eventual álbum en vivo. En septiembre de 1979 volvieron a tocar por varias ciudades estadounidenses junto a Kiss, para dar en octubre sus propios conciertos por aquel país norteamericano. Por su parte, durante noviembre y diciembre tocaron por primera vez en Bélgica, Alemania Occidental y Francia como artistas invitados de AC/DC.
A mediados de julio de 1979 el baterista Les Binks renunció a la banda, entrando en su lugar el exintegrante de Trapeze, Dave Holland, que dio su primer concierto el 1 de septiembre del mismo año. Sin embargo y antes de su partida, Binks participó de la grabación del primer disco en vivo Unleashed in the East, que llegó hasta el puesto 10 en el Reino Unido, convirtiéndose en su primera producción en entrar en los top 10 de dicho país. Durante los primeros meses, después de su publicación, la prensa especuló que el disco fue grabado en su totalidad en un estudio, pero dichos rumores fueron desmentidos por la banda afirmando que lo único que se retocó en el proceso de masterización fue la voz de Halford, que durante las presentaciones por la capital japonesa sufría una laringitis parcial.

### La consagración en el mercado:British SteelyPoint of Entry

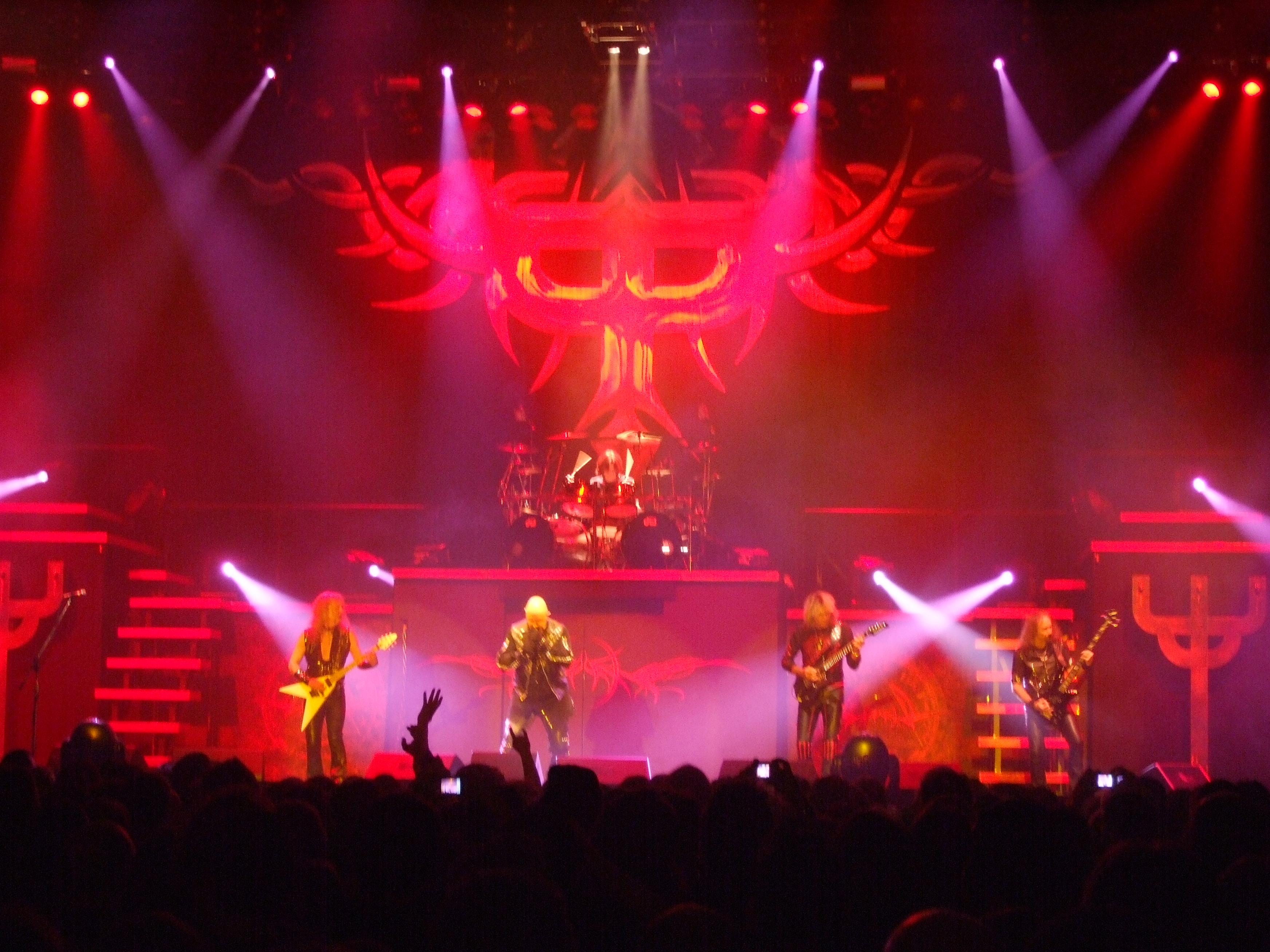
Judas Priest en vivo en el Sheffield Arena

En abril de 1980 publicaron British Steel, considerado como la producción que los consagró en los mercados mundiales. Tras su lanzamiento llegó hasta el cuarto puesto en el Reino Unido y solo en un poco más de un mes vendió más de 60 000 copias, convirtiéndose en su producción más exitosa en su propio país. De dicho álbum destacaron las canciones «Living After Midnight» y «Breaking the Law» que llegaron ambas al puesto 12 en los UK Singles Chart. Además del tema «Metal Gods», que años más tarde sirvió de apodo de los integrantes de la banda, en especial de Rob Halford.
Para promocionarlo se embarcaron en una extensa gira llamada British Steel Tour, que contó a Iron Maiden como telonero en los conciertos por el Reino Unido, mientras que por los Estados Unidos giraron en ocasiones con Def Leppard y Scorpions como bandas de soporte. Esta destacó por contar con muy pocas canciones del álbum, de las cuales se interpretaban «Steeler» y «You Don't Have to Be Old to Be Wise» principalmente. En agosto de 1980 fueron parte del primer festival Monsters of Rock celebrado en el Donington Park de Derby, junto a Rainbow, April Wine, Scorpions, Saxon, Riot y Touch.
Entre octubre y noviembre de 1980 viajaron a Ibiza en España para trabajar en su séptimo álbum de estudio Point of Entry, que fue puesto a la venta en febrero de 1981. A pesar de contener un sonido más cercano al hard rock, en un principio sus ventas igualaron a British Steel. De él se extrajeron tres sencillos; «Don't Go» y «Hot Rockin'» que se ubicaron en los top 60 en su propio país, y «Heading Out to the Highway» que llegó hasta el puesto 10 en los Mainstream Rock Tracks de los Estados Unidos, convirtiéndose así en su primer sencillo en ingresar a dicha lista. Por su parte, su gira promocional denominada World Wide Blitz Tour les permitió volver a tocar en varias ciudades europeas y estadounidenses e incluso en diciembre se presentaron por primera vez en Puerto Rico.

### Screaming for VengeanceyDefenders of the Faith, el regreso al sonido duro
Durante el segundo semestre de 1981 comenzaron a escribir y grabar nuevas canciones para su siguiente producción que originalmente se llamaría Screaming. Sin embargo, tanto la banda como el productor Tom Allom no quedaron conformes con dichas grabaciones, por lo cual decidieron realizar todo el proceso de nuevo. Finalmente entre enero y mayo de 1982 completaron esta nueva regrabación para lanzar en julio del mismo año el álbum Screaming for Vengeance, que se ha convertido en su producción más vendida en el mundo. El disco llegó hasta el puesto 11 en el Reino Unido y hasta la posición 17 en los Estados Unidos, país donde ha sido certificado con doble disco de platino tras vender más de 2 millones de copias. Para promocionarlo se publicaron tres canciones como sencillos, de los cuales destacó «You've Got Another Thing Comin'» que llegó hasta el cuarto lugar en los Mainstream Rock Tracks y hasta la posición 67 en los Billboard Hot 100, siendo hasta el día de hoy su único sencillo en ingresar en esta última lista estadounidense.

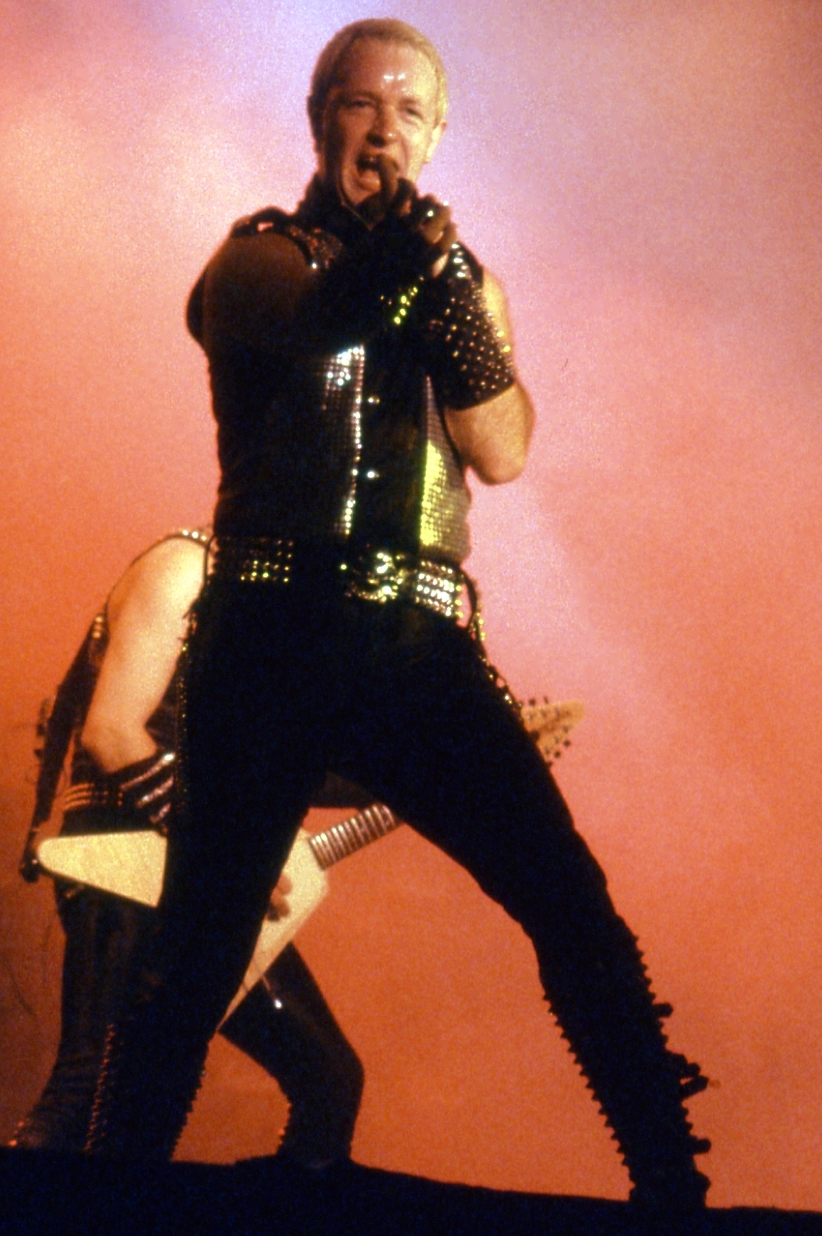
Rob Halford en San Sebastián (España) en 1984, durante la Metal Conqueror Tour.

En agosto de 1982 iniciaron la gira World Vengeance Tour, que los llevó hasta febrero de 1983 a tocar en varias ciudades de Estados Unidos y Canadá. También y dentro de sus noventa fechas, el 29 de mayo de 1983 se presentaron en el certamen US Festival durante el día del heavy metal donde compartieron escenario con Van Halen, Scorpions, Ozzy Osbourne, Triumph, Quiet Riot y Mötley Crüe, ante más de 350.000 personas. Por último, en diciembre del mismo año tocaron en varias ciudades británicas y en el Rock and Pop Festival de Dortmund en Alemania, festival en el que también participaron Scorpions, Quiet Riot, Ozzy Osbourne, Iron Maiden, Michael Schenker Group y Def Leppard.
Solo días después de culminar la gira World Vengeance Tour, en enero de 1984 se puso a la venta Defenders of the Faith que a pesar de no generar éxitos radiales en comparación a sus predecesores, fue considerado como uno de sus discos más pesados de la década de los ochenta. Por su parte, en su respectiva gira de conciertos llamada Metal Conqueror Tour, interpretaron en vivo todas sus canciones a excepción de «Eat Me Alive» y les permitió tocar por primera vez en España con tres presentaciones en tres de sus ciudades.

### Turboy el intento de suicidio de Halford
Tras el éxito de la gira promocional de Defenders of the Faith, la banda se tomó un receso de varios meses durante 1985, cuya única presentación en vivo fue en el festival Live Aid celebrado en julio del mismo año en Filadelfia y donde tocaron las canciones «The Green Manalishi (With the Two Pronged Crown)», «Living After Midnight» y «You've Got Another Thing Comin'». A mediados del mismo, comenzaron la grabación de un nuevo álbum de estudio que originalmente sería de doble disco y se llamaría Twin Turbos, pero la discográfica CBS canceló el proyecto por los altos costos de su publicación. Debido a ello, se escogieron nueve de las diecinueve canciones grabadas, que se publicaron el 14 de abril de 1986 bajo el nombre de Turbo.
Dicha producción incluyó el uso de las guitarras sintetizadoras, que a través de pedales creaban diversos efectos sonoros similares a lo que produce el sintetizador. La incorporación de estos instrumentos posicionó a Judas Priest como los pioneros en usarlos en la música metal. De la mano a este cambio de sonido, sus integrantes comenzaron a utilizar una nueva indumentaria de cuero con colores negros, azules, blancos y rojos y con una visión más futurista. Al respecto Rob Halford en una entrevista a Radio MCB dada el 2 de febrero de 1991 comentó: «Creo que si nos hubiéramos avergonzado de Turbo no lo habríamos publicado. De hecho, Turbo fue muy exitoso en especial en América. Tú sabes que las bandas pasan por diferentes períodos, tanto en lo musical como en la imagen y estoy feliz que hayamos sido capaces de hacer eso».
Para promocionarlo se publicaron tres canciones como sencillos, entre ellos «Turbo Lover» que hasta el día de hoy es el único tema del disco en ser tocado frecuentemente en vivo. Además, el 2 de mayo iniciaron la gira Fuel for Life Tour que los llevó por varios países de Europa y por Norteamérica hasta mediados de diciembre del mismo año.
Adicionalmente, y antes del suceso que generó Turbo, Rob Halford trató de quitarse la vida por una grave depresión debido a que durante años tuvo que mantener en secreto su condición de homosexual y además de que por aquel entonces consumía en exceso drogas y alcohol. A finales de noviembre y después de ensayar el espectáculo de lo que fue la gira de Turbo, se tomó una gran cantidad de analgésicos con la idea de terminar con su vida. A pesar de que no pudo lograrlo, fue internado en un hospital para desintoxicarse, y el 6 de enero de 1986 ingresó en un centro de rehabilitación en Phoenix. Tras 33 días de tratamiento, finalmente, en febrero de 1986, fue dado de alta y comenzó un extenso trabajo en su voz con la idea de potenciar nuevamente su carrera. Al respecto en 2001 el productor Tom Allom comentó: «Rob tiene esa voz irreal que cualquier cantante de metal moriría por tener y que está mejor que nunca desde que dejó de beber».

### Priest... Live!yRam it Down
De la gira promocional de Turbo se grabó material en vivo de las presentaciones dadas el 20 de junio en Atlanta y el 27 del mismo mes en Dallas, para publicarlo en un nuevo álbum en directo, cuyo resultado fue Priest...Live! que se puso a la venta el 21 de junio de 1987. Su segundo álbum en vivo se lanzó también en formato VHS que vendió mucho más que el disco compacto y que recibió diversas críticas por parte de la prensa especializada.

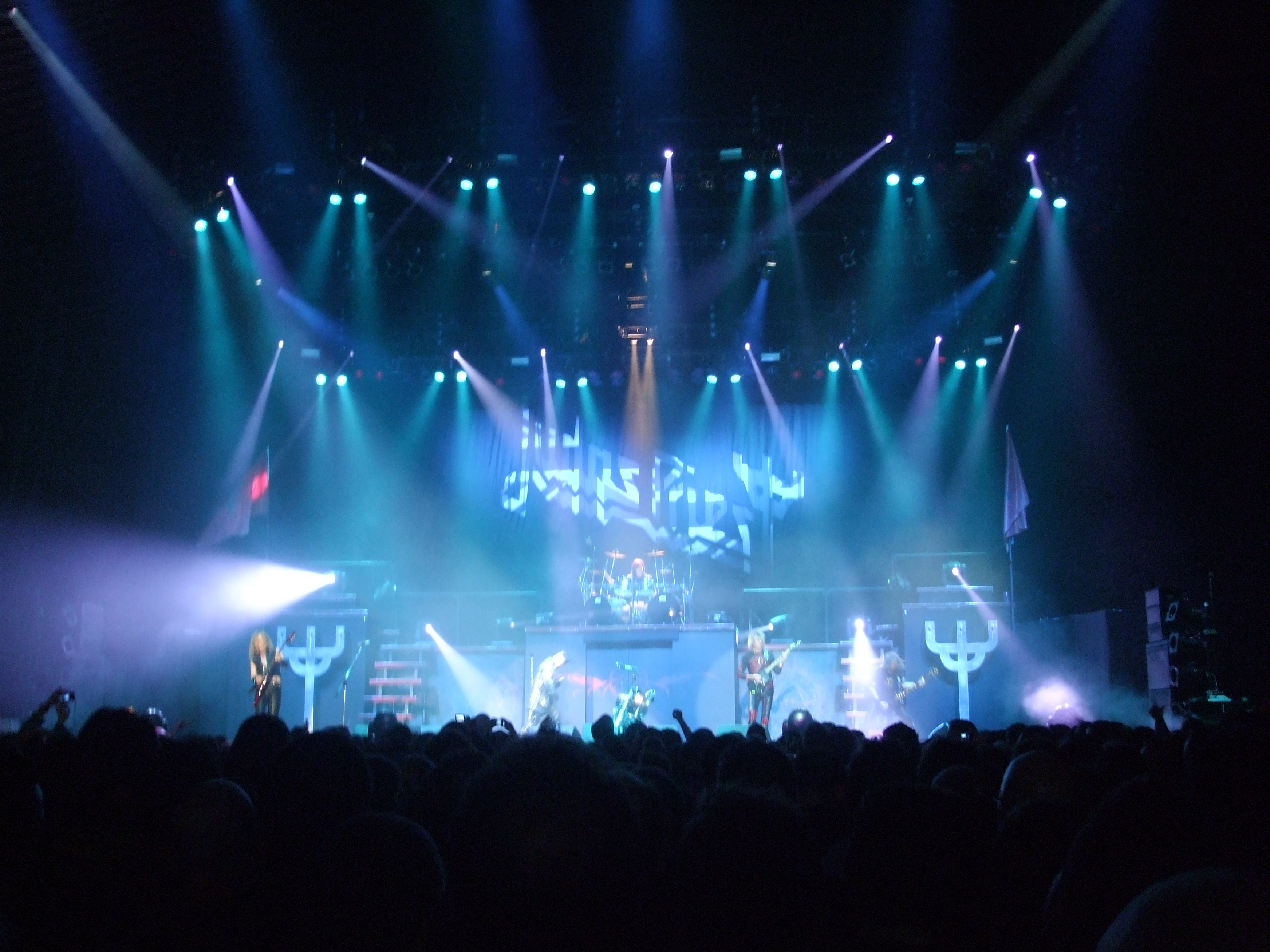
Judas Priest en vivo en 2009.

En octubre de 1987 fueron convocados para grabar una versión del tema «Johnny B. Goode» del guitarrista y cantante Chuck Berry, para ser el tema principal de la película cómica del mismo nombre. A pesar de que inicialmente rechazaron la propuesta, decidieron grabarla como una especie de homenajear a unos de los clásicos del rock and roll. Solo dos meses después iniciaron las grabaciones de su undécimo disco llamado Ram It Down, que contó con cuatro canciones escritas para Twin Turbos las que fueron retocadas y regrabadas.
La producción obtuvo un éxito relativo en Norteamérica, ya que a los dos meses de su publicación recibió disco de oro en los Estados Unidos, por vender más de 500.000 copias. Por su parte, su respectiva gira denominada Mercenaries of Metal Tour les permitió volver a tocar en su país tras cuatro años de ausencia de los escenarios ingleses y además volvieron a tocar las canciones escritas en los años setenta como «Sinner» y «Beyond the Realms of Death», las que fueron omitidas del listado oficial del tour Fuel for Life.

### Painkillery el juicio a Judas Priest
En 1989, el baterista Dave Holland anunció su retirada de la banda y para reemplazarlo, a fines de mencionado año, ingresó Scott Travis proveniente de Racer X. Tras su llegada la banda comenzó a grabar un nuevo disco de estudio, que salió al mercado el 3 de septiembre de 1990 bajo el título de Painkiller y que recibió muy buenas críticas de la prensa, quienes elogiaron el retorno de su sonido agresivo y característico. Su respectiva gira llamada Painkiller Tour les permitió tocar por primera vez en Austria, Portugal, Yugoslavia, Irlanda del Norte y en el estado de Alaska, e incluso el 23 de enero de 1991 dieron su primer show en Brasil en el festival Rock in Rio, que se celebró en el Estadio Maracaná.
Por otro lado, en julio de 1990 la banda fue demandada por una corte estadounidense, donde se les acusó como involucrados indirectos del intento de suicidio de dos de sus fans. El hecho ocurrió el 23 de diciembre de 1985 en el poblado de Sparks, Nevada cuando James Vance de entonces 20 años edad y Ray Belknap de tan solo 18 años, mientras estaban bajo los efectos del alcohol, los jóvenes se dirigieron hacia el patio de una iglesia y mientras repetían una frase subliminal que supuestamente escucharon en un tema del grupo. Los jóvenes llevaban una escopeta con la idea de acabar con sus vidas. Belknap, quien apretó el gatillo primero, murió instantáneamente, mientras que James Vance sufrió serias heridas que le desfiguraron su rostro. El joven Vance viviría tres años más antes de fallecer en diciembre de 1988 tras caer en una fuerte depresión médica que provocó que el joven entrase en estado de coma. De acuerdo con el abogado de la familia de Vance, los jóvenes estaban escuchando el disco Stained Class en especial las canciones «Exciter» y «Better By You, Better Than Me». Precisamente esta última contenía el supuesto mensaje subliminal «do it», hazlo en español, y que fue la causante del intento de suicidio.
Tras tres semanas de juicio, la corte dictaminó que tal mensaje subliminal no existía y que la banda no tuvo ninguna relación directa o indirecta con la muerte de Belknap y la desfiguración de Vance. Aun así, el sello CBS Records tuvo que pagar 40.000 dólares a la familia de Vance.

### La salida de Halford y la llegada de Tim Owens:JugulatoryDemolition
En julio de 1991 iniciaron la gira Operation Rock 'N' Roll Tour, solo tres meses después de terminar la gira promocional de Painkiller. Su última fecha dada el 19 de agosto en Toronto fue también el último concierto con Rob Halford, ya que en 1992 renunció a la banda por diferencias musicales con el resto del grupo. Esto provocó un receso de un poco más de cinco años, donde cada uno de sus integrantes tuvo distintas vivencias, por ejemplo Halford fundó la banda Fight y Glenn Tipton trabajó en su primer disco de estudio, Baptizm of Fire.

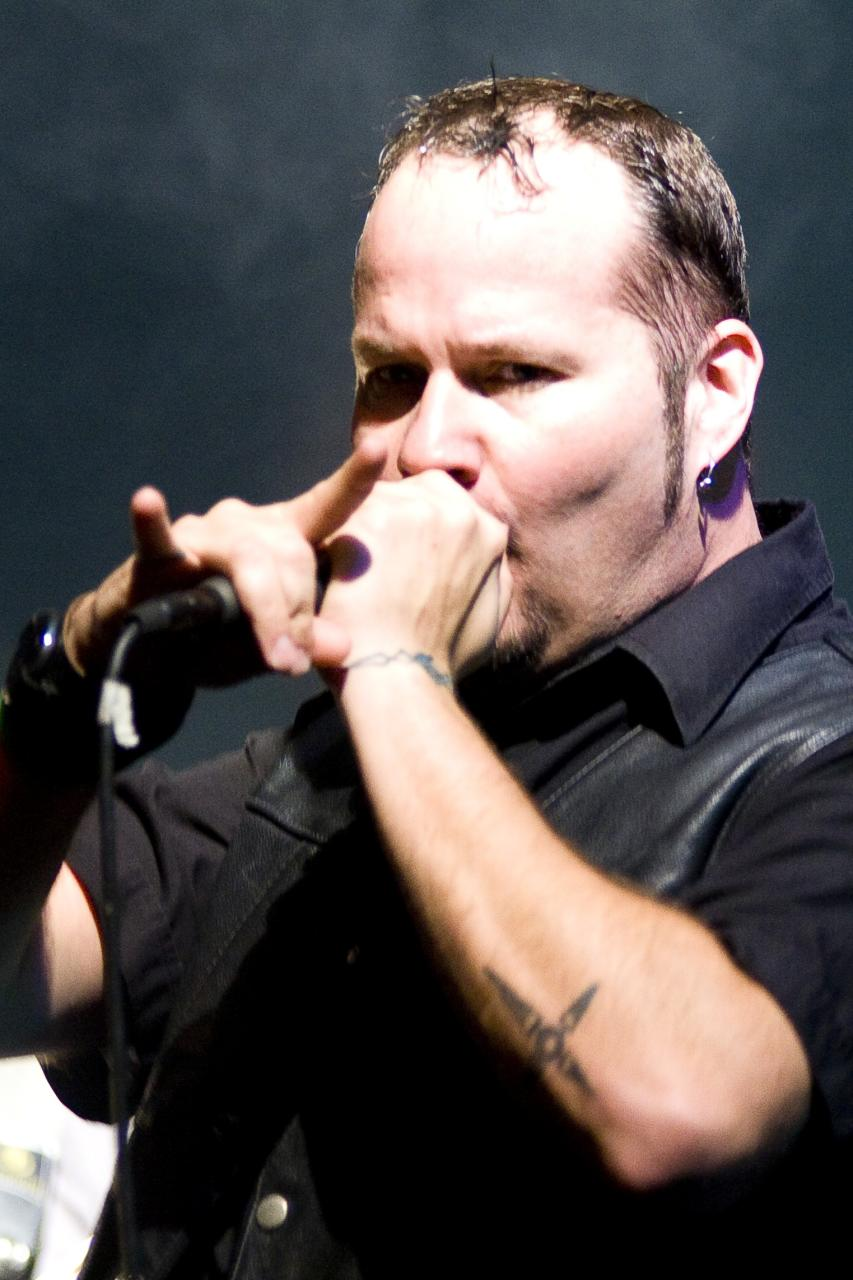
Tim Owens, vocalista de la banda entre 1996 y 2003.

A fines de 1994, Tipton y Downing se reunieron para definir el futuro de la banda, cuya decisión final fue continuar, pero con la difícil tarea de buscar un nuevo vocalista. Tras algunas audiciones (siendo el candidato rechazado más conocido Ralf Scheepers), finalmente encontraron al estadounidense Tim Owens que cantaba en una banda tributo a Judas Priest, llamada British Steel. En 1996 ingresó oficialmente a la banda y a los días después recibió el apodo de "Ripper", tomado de la canción del mismo nombre, y que fue aceptado por los fanáticos e incluso por su propia madre.
Entre los últimos meses de 1996 y el primer trimestre de 1997 grabaron el primer disco con Owens, Jugulator, que salió al mercado en octubre de 1997. Su sonido estaba más orientado al groove metal que al clásico sonido de la agrupación, convirtiéndose en uno de sus trabajos más agresivos de toda su discografía. Dicho cambio se debió en gran parte al tono y el uso de la voz gutural de Owens y por la baja afinación de las guitarras de K.K. Downing y Glenn Tipton. Para promocionarlo publicaron el sencillo «Bullet Train» (canción nominada a un premio Grammy en 1999) y en enero de 1998 se embarcaron en la gira Jugulator World Tour, con gran éxito en Norteamérica y Europa, y que les permitió tocar por primera vez en México. Durante ciertas presentaciones se grabó el material para su tercer álbum en vivo '98 Live Meltdown, publicado en septiembre de 1998.
El 23 de julio de 2001 pusieron a la venta su decimocuarto disco de estudio Demolition, considerado como uno de sus trabajos más controversiales, ya que incluyó algunos elementos del metal industrial y del nu metal. Además de las críticas variadas que recibió en su momento, sus ventas lo convierten hasta el día de hoy en su producción menos vendida en el mundo. Aun así, su respectiva gira obtuvo una gran concurrencia en los países en los que se presentaron. Por otro lado, el 19 de diciembre de 2001 grabaron en el recinto Brixton Academy de Londres su cuarto álbum en directo Live in London, que se editó en 2003 en formato doble disco y en DVD.

### El regreso del «Metal God»:Angel of Retribution
Tras varios meses de especulación sobre el retorno del vocalista Rob Halford a Judas Priest, la banda a través de una carta entregada a los medios de comunicación en julio de 2003, confirmaron su regreso y con ello informaron sobre una pequeña gira para conmemorar dicho evento. Esto provocó la salida de Tim Owens que se retiró en buenos términos y que al poco tiempo se convirtió en el cantante del grupo Iced Earth y de su propia banda, Beyond Fear.

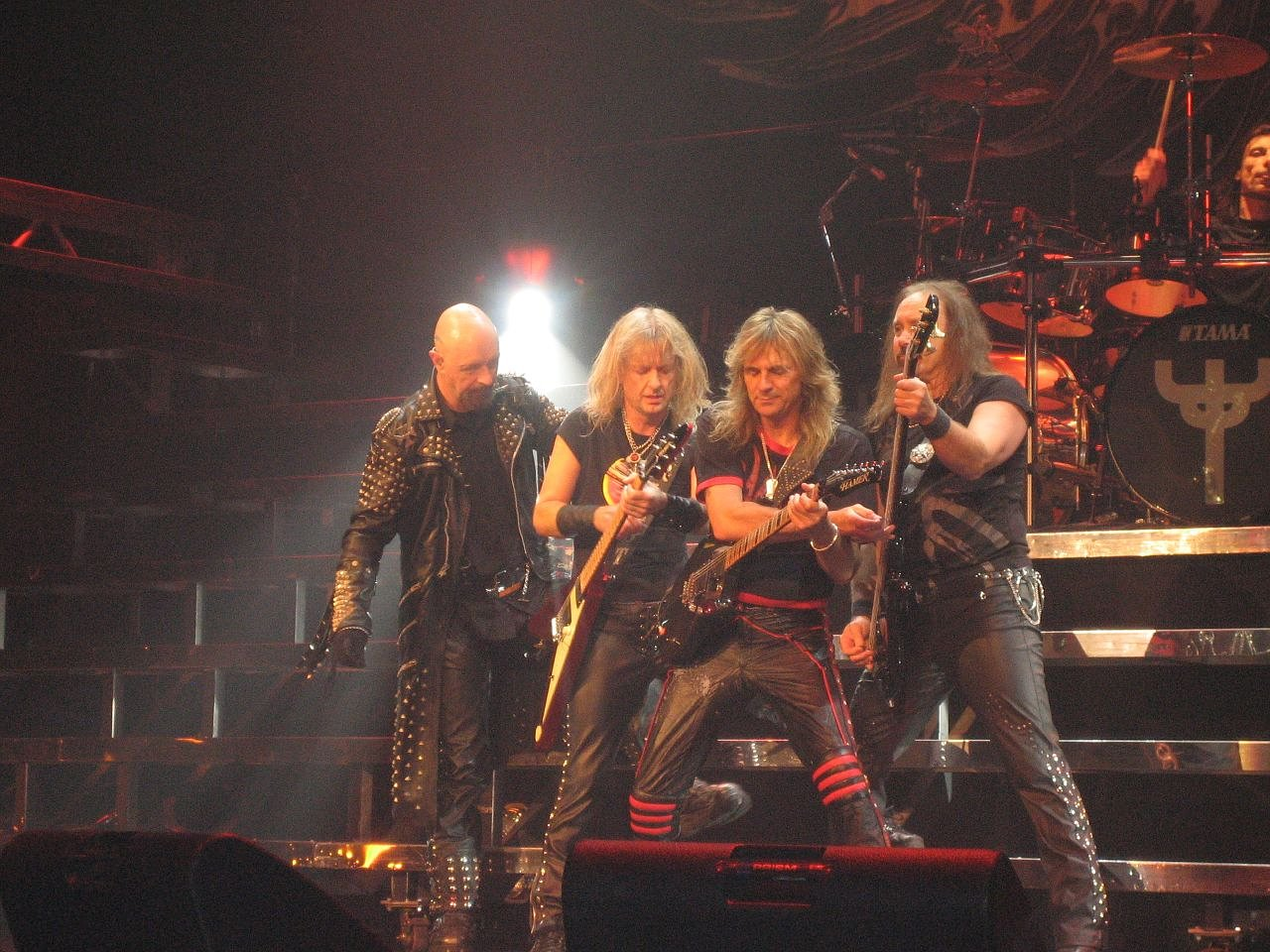
Judas Priest en vivo durante la Retribution World Tour.

En mayo de 2004 el sello Columbia publicó Metalogy, su primera caja recopilatoria, que estaba compuesta de cuatro discos que recorrían la carrera de la banda desde su debut Rocka Rolla a Demolition, último trabajo con Tim Owens. Por otro lado, en junio del mismo año iniciaron la gira de reunión llamada Reunited Summer Tour, conformada por 15 presentaciones por algunos países de Europa, principalmente en los mayores festivales de música como el Gods of Metal de Italia y el Graspop Metal Meeting de Bélgica. Mientras que su paso por Norteamérica, se llevó a cabo como colíderes de cartel del festival Ozzfest entre julio y septiembre.
En 2004 también comenzaron a escribir las primeras canciones de su álbum de reunión, Angel of Retribution, que salió al mercado el 28 de febrero de 2005 en Europa y el 1 de marzo en los Estados Unidos. A los pocos días de su lanzamiento logró posicionarse en el puesto 13 en la lista Billboard 200, convirtiéndose hasta en ese momento en la mejor posición para uno de sus discos en dicha lista estadounidense.
Cinco días antes del lanzamiento oficial de Angel of Retribution en Europa, iniciaron la gira promocional Retribution World Tour, que durante el 2005 los llevó a varios países europeos, Norteamérica, Japón y Latinoamérica, y les permitió tocar por primera vez en los países bálticos, Ucrania, Rusia y Chile. El 18 de mayo en su presentación en el Nippon Budokan de Tokio grabaron el DVD, Rising in the East, que se lanzó el 8 de noviembre del mismo año a través de Rhino Records y que a los pocos meses logró disco de oro en los Estados Unidos tras vender más de 50.000 copias.

### Nostradamus, la salida de Downing y la gira Epitaph (2008-2012)

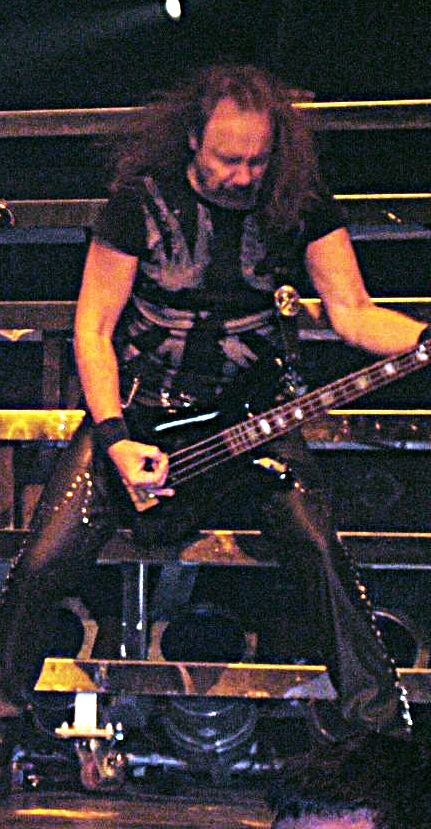
Tras la salida de Downing, Ian Hill, es el único miembro original que aún permanece en la banda.

En el año 2008, tras poco más de un año de arduo trabajo, publicaron Nostradamus, álbum de doble disco que fue su primer álbum conceptual y que relata la historia del profeta francés Nostradamus. Al momento de su publicación recibió una gran variedad de críticas y además una gran atención en las listas musicales, entre ellas la estadounidense, donde alcanzó el puesto 11. Además y para promocionarlo, el 3 de junio de 2008 iniciaron la gira 2008/2009 World Tour que durante dos años los llevó a varios países del mundo y que contó con varios artistas como teloneros entre ellos Megadeth, Testament y Whitesnake.
Entre junio y agosto de 2009, regresaron a Norteamérica con la gira que conmemoraba los primeros treinta años del lanzamiento de British Steel y que destacó porque tocaron en vivo todas las canciones del álbum. Además y en el mismo año publicaron, A Touch of Evil: Live, que incluyó once canciones grabadas en las giras promocionales de Angel of Retribution y Nostradamus. El álbum contenía una versión en vivo de «Dissident Aggressor», que ganó el premio Grammy en el 2010 en la categoría mejor interpretación de metal.
El 7 de diciembre de 2010 a través de su página oficial anunciaron la Epitaph World Tour, que sería la gira de despedida y que estaba contemplada hasta el año 2012. Sin embargo, el 27 de enero de 2011, anunciaron que no era el final de la banda ya que tenían escritas nuevas canciones para un eventual disco, y que la Epitaph World Tour pretendía ser la última gran gira mundial. Tres meses después K. K. Downing anunció que no participaría de la gira y además informaba su salida de Judas Priest por problemas con el resto de la banda.
Con las fechas ya programadas la banda contrató al inglés Richie Faulkner, conocido por ser el guitarrista de Lauren Harris, pero el comunicado de prensa solo lo confirmaba para la gira, que comenzó el 7 de junio de 2011 en los Países Bajos y que les permitió tocar por primera vez en Serbia, Costa Rica, Venezuela y Singapur. La última presentación se celebró el 26 de mayo de 2012 en el Hammersmith Apollo de Londres, que fue escogido para la grabación del DVD Epitaph, puesto a la venta en 2013.

### Redeemer of SoulsyFirepower
Tras meses de rumores sobre la publicación de su décimo séptimo disco de estudio, a fines de 2013 la banda informó a través de su sitio web que su nuevo álbum aparecería a mediados de 2014. Es así que el 28 de abril, la banda anunció el título del disco y además publicó el tema «Redeemer of Souls» por streaming en su página oficial y al día siguiente se lanzó como sencillo, pero solo como descarga digital en los medios ITunes y Amazon. Finalmente el 8 de julio se publicó Redeemer of Souls, con gran éxito en las listas musicales de varios países del mundo, entre ellas alcanzó el sexto lugar en los Billboard 200, convirtiéndose en su primer disco en ingresar en los top 10 de la lista estadounidense. El 1 de octubre en Rochester (Nueva York) se inició la gira promocional llamada simplemente Redeemer of Souls Tour y que durante dos meses tocaron en varias ciudades estadounidenses con Steel Panther como artistas invitados. En total, la gira contempló 130 presentaciones por Europa, Asia, Latinoamérica y Oceanía hasta diciembre de 2015.
En octubre de 2017 a través de su página oficial anunciaron la salida de un nuevo álbum de estudio llamado Firepower para marzo de 2018 y junto a ello, se confirmaron las primeras presentaciones de su gira correspondiente. Más tarde, el 5 de enero de 2018 se publicó el video musical de su primer sencillo «Lightning Strike» y doce días después se subió a las redes sociales el riff de otra canción del disco, «Spectre». El 12 de febrero del mismo año Glenn Tipton anunció que no sería parte de la gira promocional del disco debido a que padece de la enfermedad de Parkinson, la cual le fue diagnosticada hace diez años. A pesar del progreso de la enfermedad, que le dificulta tocar las canciones más complejas de la banda. Por último, en el mismo comunicado se confirmó que el productor y guitarrista Andy Sneap sería su reemplazante para la gira.

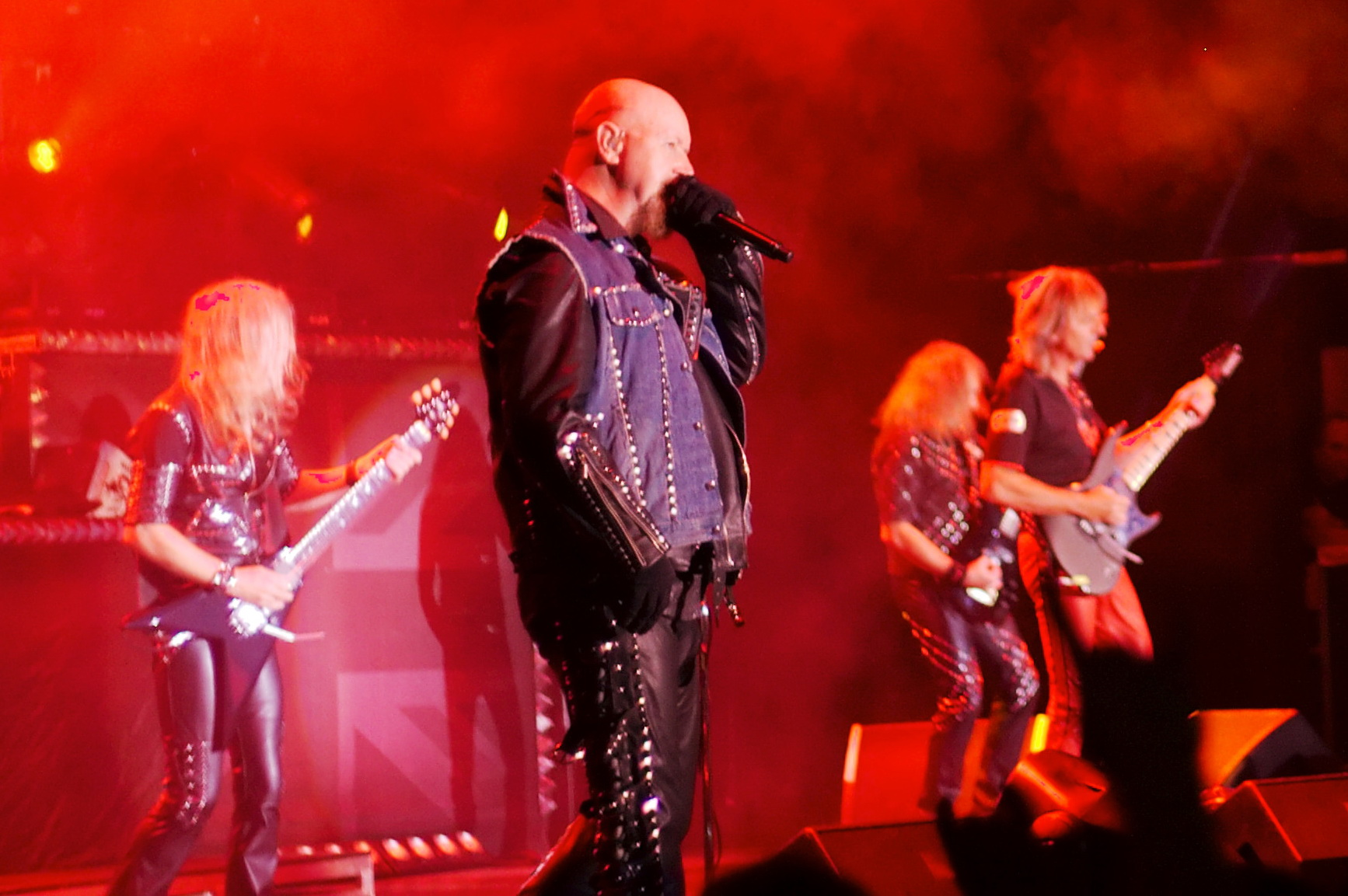
Judas Priest, Retribution Tour

En el año 2022 fueron incluidos en el Salón de la fama del Rock, lo cual motivó que K.K. Downing volviera a tocar con la banda en el acto conmemorativo de dicha inclusión.

## Influencia y legado
Judas Priest es reconocida como una de las bandas más representativas del heavy metal y a su vez, una de las más influyentes. La cadena norteamericana MTV los nombró como la segunda mejor agrupación del Heavy Metal, solo superados por Black Sabbath. Además y de acuerdo a varios críticos, son nombrados como el grupo que terminó de definir el género, gracias a los álbumes Sad Wings of Destiny —considerado como el disco que reinventó el metal— y Sin After Sin, que introdujo la combinación del doble bombo con ritmos rápidos en semicorchea de bajo y guitarra, que llegó a definir el sonido del género.
Por otra parte, son considerados precursores de la indumentaria del metal, cuyo principal artífice fue su vocalista Rob Halford. Esta nueva vestimenta basada en el cuero y las tachas metálicas, tomada del masoquismo y del fetichismo sexual, se vio por primera vez en la portada del sencillo «Better By You, Better Than Me» (enero de 1978) y fue altamente popularizada durante el lanzamiento de Hell Bent for Leather. Esta nueva forma de vestir recibió una gran atención en el metal posterior, desde la Nueva ola del heavy metal británico, pasando por el metal extremo, hasta el glam metal de los ochenta.
En cuanto a su música, sus primeros álbumes son citados como influencias directas para el metal y sus posteriores subgéneros. Por ejemplo, en la revisión de Sad Wings of Destiny realizada por Steve Huey de Allmusic mencionó: «llevó al heavy metal a nuevas profundidades de oscuridad y a nuevos niveles de precisión técnica». De igual manera, Stained Class, es nombrada una de las obras más influyentes para el thrash metal y el speed metal, como también para la NWOBHM. Igualmente sus canciones han sido importantes para el desarrollo de la música metal. Un ejemplo es «Genocide» de 1976, que de acuerdo al escritor Mikal Gilmore es una de las primeras raíces del thrash y una gran inspiración para las bandas del metal extremo de los ochenta. También «Call for the Priest» y «Dissident Aggressor» de 1977 son citadas como los primeros escalones del speed y del thrash, respectivamente.
Por otro lado, y al igual que ocurre con Motörhead, existe cierta discrepancia sobre si realmente son o no parte de la Nueva ola del heavy metal británico.
Los alemanes Accept los nombraron como la «piedra de toque» en su carrera. Asimismo su influencia y legado ha sido importante en el posterior thrash metal y el groove metal en bandas como Overkill, Slayer, Metallica, Megadeth, Anthrax, Annihilator, Kreator, Sodom, Sepultura, Exodus, Testament y Pantera. También en el power metal en agrupaciones como Helloween, Gamma Ray o Primal Fear, por ejemplo. De igual manera, decenas de grupos de otros subgéneros como el glam, black y death los han nombrado sus influencias directas, como es el caso de Twisted Sister, Lizzy Borden, Skid Row, Death, Mercyful Fate, King Diamond, Queensrÿche, Opeth, Gorgoroth y Slipknot, entre muchos otros.
Pero su legado no solo se mantiene en lo musical, ya que tanto sus canciones como ellos mismos han sido nombrados en películas y en series de televisión. Un ejemplo de ello son dos capítulos de Los Simpson donde se pueden escuchar dos de sus temas; en uno de ellos suenan tres segundos de «Breaking the Law», y en el otro cuatro segundos de «Living After Midnight». Más recientemente, en el capítulo Steal this episode de la vigésima quinta temporada de la serie, hacen un cameo con su formación actual, donde Rob Halford interpreta una versión cómica de «Breaking the law».
En un capítulo de la serie Me llamo Earl, Earl dice: «Yo solo recuerdo las letras de Judas Priest y los chistes de polacos». Además en la serie Vaya Semanita, Evaristo, el hermano de "El Jonan de Baraka", cuando le roban, dice: «Estos tipos son profesionales,... ¡como los Judas Priest!» en clara alusión al videoclip de «Breaking the law». A su vez, han recibido decenas de premios y homenajes, tanto para sus álbumes o como conjunto. De ellos destacan la inclusión al Salón de la Fama de la revista Kerrang! en 2007 y los premios Revolver Golden Gods en el 2010 y el Golden Gods Icon, ambos otorgados por la revista Metal Hammer. Además en el 2006, junto a Queen, Kiss y Def Leppard fueron los primeros artistas en ser inducidos en el VH1 Rock Honors, ceremonia que honra a las bandas que han influido en la música rock.

## Miembros
| - K. K. Downing: guitarra eléctrica, coros (1970-2011) - Glenn Tipton: guitarra eléctrica, coros (1974-2018) - Tim Owens: voz (1996-2003) - John Ellis: batería (1970-1971) - Alan Moore: batería (1971, 1975-1976) - Chris "Congo" Campbell: batería (1971-1973) - John Hinch: batería (1973-1975, fallecido en 2021) - Simon Phillips: batería (1977) - Les Binks: batería (1977-1979) - Dave Holland: batería, coros (1979-1989, fallecido en 2018) | - Al Atkins: voz (1969-1973) - Bruno Stapenhill: bajo (1969-1970) - John Partridge: batería (1969-1970) - John Perry: guitarra eléctrica (1969, fallecido en 1969) - Earnest "Ernie" Chataway: guitarra eléctrica (1969-1970, fallecido en 2014) |

### Miembros actuales

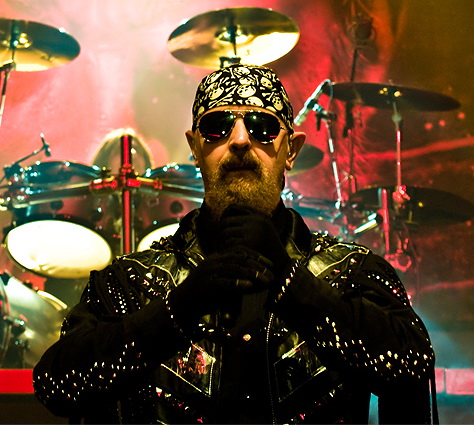
Rob Halford voz (1973-1992, 2003-presente)
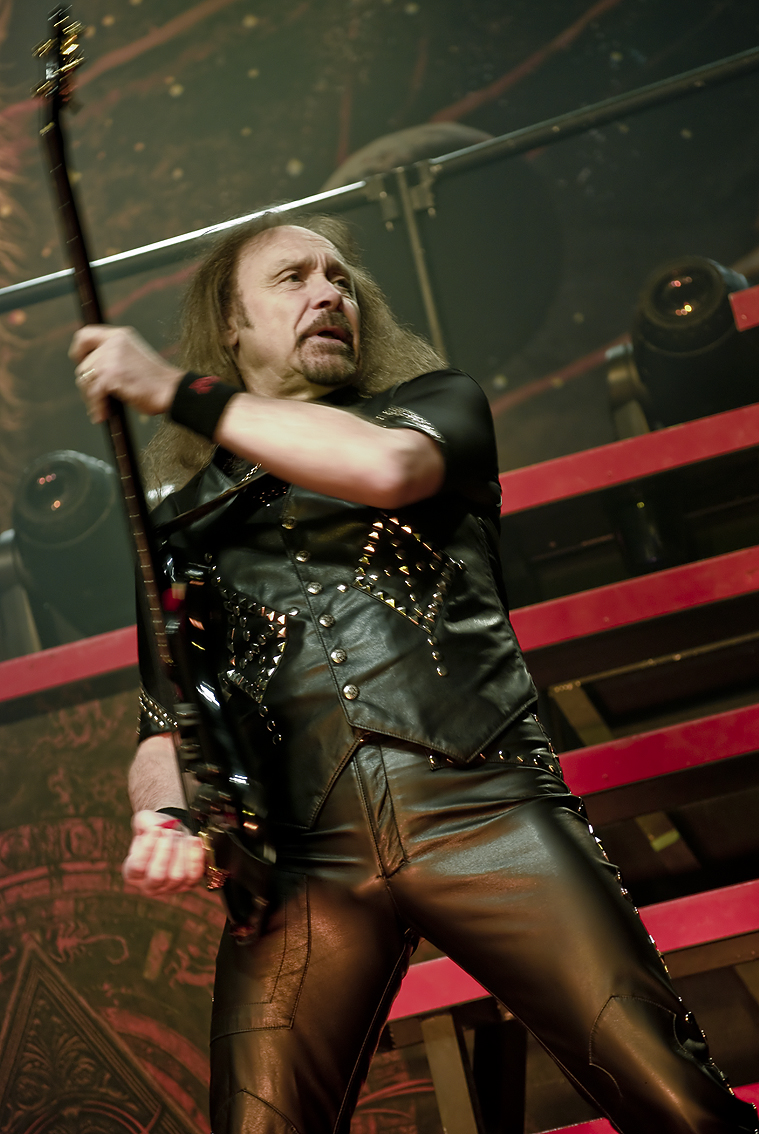
Ian Hill bajo, coros (1970-presente)
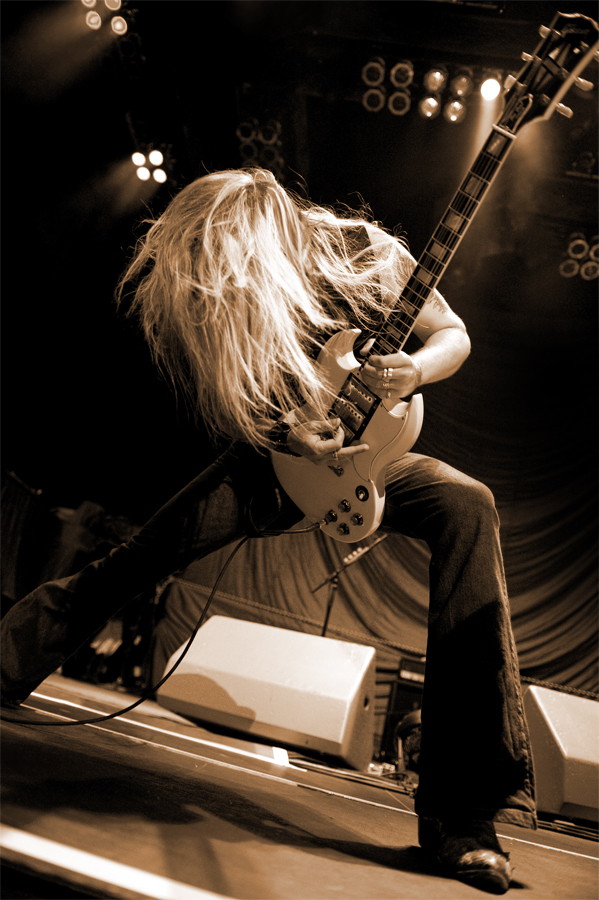
Richie Faulkner guitarra eléctrica, coros (2011-presente)
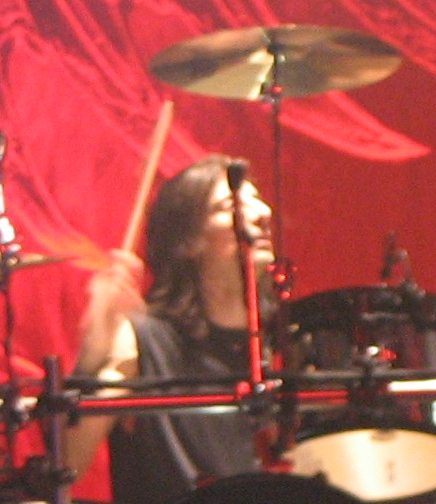
Scott Travis batería (1989-presente)

## Discografía

### Álbumes de estudio
| - 1974: Rocka Rolla - 1976: Sad Wings of Destiny - 1977: Sin After Sin - 1978: Stained Class - 1978: Killing Machine - 1980: British Steel - 1981: Point of Entry - 1982: Screaming for Vengeance - 1984: Defenders of the Faith | - 1986: Turbo - 1988: Ram It Down - 1990: Painkiller - 1997: Jugulator - 2001: Demolition - 2005: Angel of Retribution - 2008: Nostradamus - 2014: Redeemer of Souls - 2018: Firepower - 2024: Invincible Shield |

## Giras
Judas Priest ha realizado las siguientes giras:
| - 1969: Judas Priest Tour - 1971: The Return of the Priest Tour - 1972: Whiskey Woman Tour - 1973: Never Turn Your Back on a Friend Tour - 1974 (mayo-septiembre): In for the Kill! Tour - 1974-1975: Rocka Rolla Tour - 1976: Sad Wings of Destiny Tour - 1977: Sin After Sin Tour - 1978 (enero-agosto): Stained Class Tour - 1978-1979: Killing Machine Tour - 1980: British Steel Tour - 1981: World Wide Blitz Tour - 1982-1983: World Vengeance Tour | - 1984: Metal Conqueror Tour - 1986: Fuel for Life Tour - 1988: Mercenaries of Metal Tour - 1990-1991: Painkiller Tour - 1991: Operation Rock 'N' Roll Tour - 1998: Jugulator World Tour - 2001-2002: Demolition World Tour - 2004 (junio): Reunited Summer Tour - 2004 (julio-septiembre): Ozzfest Tour - 2005: Retribution World Tour - 2008-2009: 2008/2009 World Tour - 2011-2012: Epitaph World Tour - 2014-2015: Redeemer of Souls Tour - 2018-2019: Firepower Tour |